# Juventud Demócrata Cristiana de Chile
Juventud Demócrata Cristiana de Chile (JDC), o Frente de la Juventud es la organización que agrupa a los jóvenes militantes y simpatizantes del Partido Demócrata Cristiano de Chile.
El Frente de la Juventud se encuentra integrado por todos los militantes del Partido Demócrata Cristiano que tengan entre 15 y 30 años de edad.
El área de acción política de la JDC está circunscrita a defender y promocionar los ideales del humanismo cristiano entre los jóvenes, y a la instauración de políticas juveniles fundadas en los principios de la igualdad de las oportunidades, la solidaridad, equidad y justicia social. Lo anterior, con la persona en el centro como pilar fundamental de la doctrina socialcristiana. 
La JDC canaliza sus acciones principalmente hacia los jóvenes estudiantes de Educación Media, mediante su Frente de Secundarios, a los Jóvenes Universitarios mediante la Democracia Cristiana Universitaria (DCU), y además mediante comisiones especializadas a los jóvenes campesinos, trabajadores y dirigentes sindicales.
Las Comisiones de Gestión de la JDC están a cargo de encargados nacionales, las cuales se estructuran en las siguientes: Universitaria, Secundaria, Formación, Internacional, Económico-Social, Indígena, Energía y Medio Ambiente, Laboral, Legislativa, Social y Municipal.

## Congreso Ideológico
En mayo de 2012 se llevó a cabo el V Congreso Ideológico de la JDC que se puso a la vanguardia en diversos temas aprobando entre ellos una nueva política nacional sobre recursos naturales, el matrimonio igualitario, la desmunicipalización de la educación, el fin al financiamiento compartido entre otras propuestas.

## Directiva
En octubre de 2023 fue ratificada, por el tribunal supremo, la lista “Creemos JDC” que obtuvo mayoría en el proceso eleccionario para renovar la estructura nacional de la JDC. En este sentido, resultó elegido, como Presidenta Nacional de la Juventud Demócrata Cristiana de Chile, Renata Vásquez Aldunce.
- Presidente: Renata Vásquez Aldunce
- Primer Vicepresidente: Claudio Hernández Chavarría
- Segundo Vicepresidente:
- Tercer vicepresidente: Victoria Trapp Moreira
- Cuarto Vicepresidente: Valentina Mendoza Pereira
- Quinto Vicepresidente: David Pino Wittenberg
- Secretario Nacional: Camilo Flores Barria

## Consejeros Nacionales
En junio de 2018 la Junta Nacional de la Juventud Demócrata Cristiana, realizada en la sede del partido demócrata cristiano, eligió a su Consejo Nacional, resultando electos para el período 2018-2020:
- Nicolás Delpin Redondo
- Nicole Pedemonte Valdivia
- Hugo Vallejos Osorio
- Jonathan Yáñez Garrido
- Boris Negrete Canales
- Aranxa Díaz Ortega
- Juan Francisco Díaz Villegas
- Shirley Salgado Salazar
- Isidro Cortés Cortés
- Exzequiel Gonzalez Moris
- Gabriela Groth Peña
- Joel Muñoz Sandoval
- Javiera Pinilla Guzmán
- Alejandra Barriga Cofré
- Matías Valdés Lara
- Claudio Hernández Chavarría
- Matías Rojas Sepúlveda
- Yanina Vargas Vargas
- Bruno Burgos Vásquez
- Juan Ignacio Wong Pino

## Presidentes regionales
| Región                          | Nombre                |
| ------------------------------- | --------------------- |
| Región de Arica y Parinacota    | Marcelo Pinto         |
| Región de Tarapacá              | Carlos Barreto        |
| Región de Antofagasta           | jesalett negra        |
| Región de Atacama               | Pamela Carmona        |
| Región de Coquimbo              | Luciano Robles        |
| Región de Valparaíso Costa      | Nicolás Vargas        |
| Región de Valparaíso Cordillera | filo                  |
| Región Metropolitana Poniente   | Miguel Grez           |
| Región Metropolitana Oriente    | Nicolás Anglas        |
| Región de O'Higgins             | Cristopher Sáez Reyes |
| Región del Maule Norte          | Ítalo Martínez        |
| Región del Maule Sur            | Cristián Cancino      |
| Región del Biobío Costa         | Carlos Vega           |
| Región del Biobío Cordillera    | Hugo Muñoz Sandoval   |
| Región de la Araucanía Norte    | David Ponce           |
| Región de la Araucanía Sur      | Alexander Sáez        |
| Región de Los Ríos              | Catalina Pérez        |
| Región de Los Lagos             | Alex Soto             |
| Región de Aysén                 | Roland Cárcamo        |
| Región de Magallanes            | Eduardo Hernández     |

## Presidentes JDC
| Nombre                         | Período     |
| ------------------------------ | ----------- |
| Rafael Moreno Rojas            | 1961 - 1964 |
| Rodrigo Ambrosio               | 1967-1969   |
| Enrique Correa                 | 1969        |
| Ricardo Hormazábal             | 1971-1973   |
| Gutenberg Martínez Ocamica     | 1974-1976   |
| Jorge Pizarro Soto             | 1977-1979   |
| Miguel Patricio Aylwin Oyarzún | 1980-1981   |
| Miguel Salazar Beltrán         | 1982-1984   |
| Felipe Sandoval Precht         | 1985-1987   |
| Andrés Palma Irarrázaval       | 1987-1988   |
| Sergio Micco Aguayo            | 1989-1991   |
| Eduardo Abedrapo Bustos        | 1991-1993   |
| Nolberto Díaz                  | 1993-1996   |
| Patricio Walker Prieto         | 1996-1998   |
| Osvaldo Badenier               | 1998-2000   |
| Pablo Badenier                 | 2000-2003   |
| Marcelo Chávez Velásquez       | 2003-2006   |
| Héctor Gárate                  | 2006-2010   |
| Jorge Cash Sáez                | 2010- 2013  |
| José Manuel Ruiz Yáñez         | 2013- 2015  |
| Diego Calderón Gajardo         | 2015-2018   |
| Manuel Gallardo Soto           | 2018- 2021  |
| Paulina Mendoza Pereira        | 2021-       |